# Баран Ганна Василівна
Ганна Василівна Арсенич-Баран (*26 червня 1970 в селі Нижній Березів
Косівського району Івано-Франківської області — 1 квітня 2021 Чернігів ) — українська письменниця, голова Чернігівської обласної організації НСПУ (з 2016 до 2021).

## Життєпис
Закінчила філологічний факультет Івано-Франківського державного педагогічного інституту ім. В. Стефаника.
З 1998 року жила в Чернігові.
Завідувала кафедрою філологічних дисциплін та методики їх викладання Чернігівського обласного інституту післядипломної педагогічної освіти імені К. Д. Ушинського, кандидат філологічних наук, доцент.
Заступниця голови (з 2011), голова (з 2016 до 2021) Чернігівської обласної організації НСПУ.
З чоловіком — настоятелем П'ятницької церкви о. Мироном виховала сина Івана.
Померла 1 квітня 2021 року після перенесених ускладнень від COVID-19.

## Творчість
Є автором:
- поетичних збірок «Рушник на калині» (1997), «Музика черемхи» (1998), «Розквітлий глід» (2001), «Тремтять гіацинти» (2003), «Обнадію весною» (2005), "Чарує буйнава весна" (2018)
- книжок прози «Під райськими яблучками» (2001), «У понеділок все буде по-іншому» (2003), «Як зійде місяць» (2005), «Солодкі слова» (2010), "Хіба буває багато любови?" (2019)
- романів «Тиха вулиця вечірнього міста» (2005), "Радуйся, Невісто неневісная!" (2018), "Муська" (2018).
- антології української християнської віршованої молитви "Молитва небо здіймає вгору" (2011)
- понад сотні посібників з української мови й літератури
- кількох словників.

Упорядкувала і здійснила загальне редагування навчальної хрестоматії «Література рідного краю. Чернігівщина», яка вийшла друком у 2021.